# Pavillon Van Diemens
 (avril 2024).
Si vous disposez d'ouvrages ou d'articles de référence ou si vous connaissez des sites web de qualité traitant du thème abordé ici, merci de compléter l'article en donnant les références utiles à sa vérifiabilité et en les liant à la section « Notes et références ».
Le pavillon Van Diemens est un drapeau marchand non officiel, utilisé avant l'adoption de l'actuel drapeau de la Tasmanie en 1875. La première référence connue date provient d'une carte des années 1850 du capitaine John Nicholson, capitaine du port de Sydney. Hormis la présence sur les cartes, il n'y a aucune trace historique de son utilisation.